# Leeds (Dacota do Norte)
Leeds é uma cidade localizada no estado norte-americano de Dacota do Norte, no Condado de Benson.

## Demografia
Segundo o censo norte-americano de 2000, a sua população era de 464 habitantes.
Em 2006, foi estimada uma população de 452, um decréscimo de 12 (-2.6%).

## Geografia
De acordo com o United States Census Bureau tem uma área de
1,2 km², dos quais 1,2 km² cobertos por terra e 0,0 km² cobertos por água. Leeds localiza-se a aproximadamente 461 m acima do nível do mar.

## Localidades na vizinhança
O diagrama seguinte representa as localidades num raio de 24 km ao redor de Leeds.